# Al-Sha'bi
Abū ʿAmr ʿĀmir ibn Sharāḥīl al-Shaʿbī (en arabe : ﺍﺑﻮ ﻋﻤﺮﻭ ﻋﺎﻣﺮ ﺑﻦ ﺷﺮﺍﺣﻴﻞ الشعبي; Kufa, entre 637 et 642 – entre 721 et 728) était un juriste et historien arabe, ainsi qu'un Tābiʿ apprécié.
Malgré son opposition à l'utilisation du raʾy - trop détaché de la Sunna - construit sur le Coran, la coutume et les hadiths, ses opinions ont été largement acceptées et utilisées dans les travaux des premiers juristes qui ont construit le le droit arabo-musulman, y compris ʿAbd al-Razzāq al-Ṣanʿānī (mort en 827) et Ibn Abī Shayba (mort en 849).

## Activité politique
Probablement originaire du sud de l'Arabie, les Shaʿb étaient une branche de Banu Hamdān, il entretenait d'excellentes relations avec le Wali omeyyade d'al-Kufa, Al-Hajjaj ben Yusef. Cependant, il fut incité par les cercles religieux auxquels il appartenait, à rejoindre le mouvement insurrectionnel organisé en 700 par Abd er-Rahman ibn Mohammed ibn el-Achath.
Quand, après Dayr al-Jamājim, la rébellion fut écrasée, il dut partir se cacher, atteignant Ferghana où il passa une période de clandestinité, avant d'entrer dans les bonnes grâces de Qutayba ibn Muslim (qui l'avait choisi comme secrétaire kâtib), lequel avait été envoyé à Khorassan par les autorités califales pour écraser tout mouvement rebelle résiduel, dans l'espoir de profiter de la promesse d' amnistie faite par al-Ḥajjāj pour ceux qui rejoindraient les forces légitimistes.
Le gouverneur, ayant appris tout cela, a exigé de son émir qu'al-Shaʿbī soit envoyé à sa cour et, une fois arrivé, après lui avoir durement reproché, il lui pardonna en raison de ses qualités incontestables. Par la suite, il fut sollicité par le calife Abd al-Malik à Damas et il semble qu'il ait effectué pour lui des missions délicates à Constantinople .

## Activité en tant que chercheur
On dit qu'il avait rassemblé des documents traditionnels concernant environ 500 des premiers et des plus illustres musulmans. Il fut également jugé très fiable pour sa connaissance approfondie des premières traditions juridiques de Kufa, à tel point qu'il était fréquemment apprécié et mentionné par Abū Ḥanīfa lui-même.
Sa réputation était telle que ʿAbd al-Malik b. Marwān lui confia l'éducation de ses enfants, l'invitant à une occasion à concourir en tant que poète avec le chrétien  al-Akhṭal, car il était aussi un poète apprécié.
Il n'a écrit aucun livre, convaincu, comme beaucoup d'intellectuels des premières générations qui n'avaient pas encore une maîtrise acceptable de la langue arabe écrite, que la mémoire collective seule suffisait à rendre crédible une événement ou une tradition.

## Note
1. ↑  al-Jāḥiẓ, al-Bayān wa l-tabyīn, ed. ʿAbd al-Salām Muḥammad Hārūn, 4 voll., Il Cairo, 1968, II, p. 251.